# Dipus sagitta
Dipus sagitta là một loài động vật có vú trong họ Dipodidae, bộ Gặm nhấm. Loài này được Pallas mô tả năm 1773. Chúng phân bố ở Trung Quốc, Iran, Kazakhstan, Mông Cổ, Nga, Turkmenistan, và Uzbekistan.
Chiều dài đầu và thân 100 đến 155 mm và đuôi dài 145 đến 190 mm. Cân nặng giữa 56 và 117 g. Phía trên màu nâu vàng nhạt đến nâu đỏ, một dải màu trắng chạy từ chân đuôi qua hông, phần dưới màu trắng. Chân sau có ba ngón.

## Đồng nghĩa
Chi
Dipodipus Trouessart, 1910; 
Dipsus Gray, 1821; 
Sminthoides Schlosser, 1924;